# Принц Бира
Принц Бирабонгзе Банудей Банубанд (тайск. พระวรวงศ์เธอ พระองค์เจ้าพีรพงศ์ภาณุเดช, 15 июля 1914, Большой дворец, Бангкок — 23 декабря 1985, Лондон) — принц Сиама (с 1939 года — Таиланда), автогонщик и яхтсмен, участник довоенных гонок Гран-при и чемпионата мира по автогонкам в классе Формула-1 в 1950—1954 гг. Участник Олимпийских игр 1956, 1960, 1964 и 1972 годов в парусном спорте. В Европе был известен под именем Принц Бира (англ. Prince Bira).

## Довоеннаякарьера
Внук короля Сиама Монгкута и сын принца Бханурангси Савангвонгсе — принц Бирабонгзе прибыл в Европу в 1927 году, чтобы завершить образование в Англии в Итонском колледже и Кэмбриджском университете. Принц Бира вместе со своим двоюродным братом принцем Чула Чакрабоном (Принц Чула) основали команду White Mouse Racing (рус. Белая Мышь Рейсинг). Первую свою гонку принц Бира провёл в 1935 году в Бруклэндсе, пилотируя Riley Imp. Свою машину Бира раскрасил в голубой и жёлтый цвета. Позже в том же году принц Чула дал принцу Бира один из новых гоночных автомобилей ERA — R2B, прозванный Romulus. Бира финишировал вторым в первой же своей гонке за рулём Romulus, несмотря на необходимость останавливаться для ремонта. В оставшихся гонках сезона Бира был в числе пилотов, выступавших на самых мощных машинах, заняв ещё одно второе место и пятое на Гран-при Донингтона.
В 1936 году принцы решили, что результаты прошедшего сезона заслуживают покупки второй машины ERA. Они приобрели Remus для использования на британских этапах и оставили Romulus для международных гонок. Принц Чула также приобрёл Maserati 8CM для White Mouse Racing. Бира выиграл в дальнейшем 4 гонки сезона за рулём ERA. Кроме того, выступая за рулём Maserati, он финишировал 5-м в Донингтоне и 3-м в Бруклендсе.
Выступления в 1936 году стали кульминацией карьеры Принца Бира и White Mouse Racing. После перехода Дика Симана в 1937 году в Mercedes, тайцы купили его Delage и все запчасти к нему. Несмотря на некоторые доработки и приглашение опытного гоночного инженера Лофти Инглэнда — будущего менеджера команды Jaguar, машины были неконкурентоспособны и во многих случаях Бира был вынужден гоняться на старых и теперь уже существенно устаревших ERA. Кроме того, деньги, потраченные на доработку Delage уменьшили средства команды. В это время Бира показывал приличные результаты в британских гонках. Международные же более дорогостоящие гонки стали для принца настоящим несчастьем.

## Послевоеннаякарьера

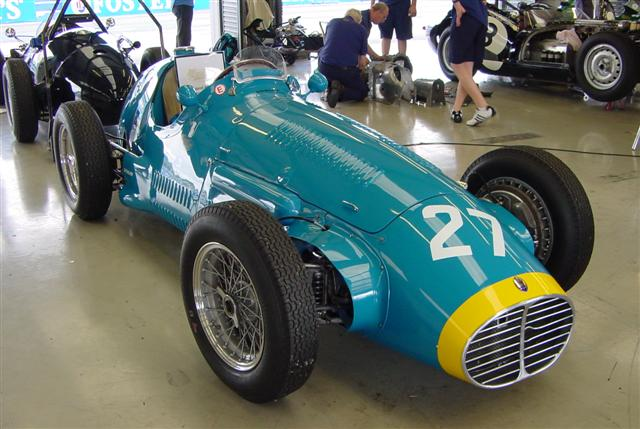
Maserati A6GCM Принца Бира

После Второй мировой войны Принц Бира вернулся в автогонки. В 1947 году он одержал победу в Гран-при де Фронтир в Шимэ. В 1949 году принц выступал не только в европейских гонках, но и в Аргентине. В Мар-дель-Плате он финишировал вторым, вслед за Хуаном Мануэлем Фанхио.
В начале 1955 года Бира одержал последнюю свою победу в гонках — Гран-при Новой Зеландии в Ардморе. Вскоре он неожиданно принял решение завершить карьеру. Затем принц вернулся в Таиланд, где несколько лет занимался бизнесом. Потом он жил в Швейцарии, поддерживая таиландских спортсменов. Последние годы жизни провёл в Англии. Умер 23 декабря 1985 года в Лондоне на станции метро «Баронс Корт».

## Результаты в Формуле-1
| Легенда к таблице |                                                                    |
| --- | ------------------------------------------------------------------ |
| В таблице перечислены результаты всех Гран-при Формулы-1, в которых принимал участие гонщик. Строками таблицы являются сезоны, столбцами — этапы чемпионата мира. В каждой клетке указаны сокращённое название этапа и результат, дополнительно обозначенный цветом. Расшифровка обозначений и цветов представлена в нижеследующей таблице. |                                                                    |
| \| Пример \| Описание \| \| ------------ \| ------------------------------------------------------------------ \| \| 1 \| Победитель \| \| 2 \| Второе место \| \| 3 \| Третье место \| \| 5 \| Финишировал, заработав очки \| \| Сход \| Не финишировал, но при этом заработал очки \| \| 12 \| Финишировал, не получив очков \| \| НКЛ \| Финишировал, но не попал в финальную классификацию \| \| 15 \| Участвовал вне зачёта, либо по отдельной классификации \| \| 18 \| Не финишировал, но попал в финальную классификацию \| \| Сход \| Не финишировал \| \| НКВ \| Не прошёл квалификацию \| \| НПКВ \| Не прошёл предквалификацию \| \| ДСК \| Дисквалифицирован \| \| ИСК \| Исключён из протокола соревнований \| \| ТТ \| Заявлен для участия только в тренировках \| \| НС \| Участвовал в квалификации, но не стартовал в гонке \| \| Т \| Травмирован или болен \| \| ОТК \| Отказ от участия \| \| НТР \| Прибыл на соревнования, но на трассу не выезжал \| \| НПР \| Был заявлен в числе участников, но не прибыл к началу соревнований \| \| О \| Соревнования отменены \| \| \| Не участвовал \| \| Поул-позиция \| \| \| Быстрый круг \| \| |                                                                    |
| Пример | Описание                                                           |
| 1 | Победитель                                                         |
| 2 | Второе место                                                       |
| 3 | Третье место                                                       |
| 5 | Финишировал, заработав очки                                        |
| Сход | Не финишировал, но при этом заработал очки                         |
| 12 | Финишировал, не получив очков                                      |
| НКЛ | Финишировал, но не попал в финальную классификацию                 |
| 15 | Участвовал вне зачёта, либо по отдельной классификации             |
| 18 | Не финишировал, но попал в финальную классификацию                 |
| Сход | Не финишировал                                                     |
| НКВ | Не прошёл квалификацию                                             |
| НПКВ | Не прошёл предквалификацию                                         |
| ДСК | Дисквалифицирован                                                  |
| ИСК | Исключён из протокола соревнований                                 |
| ТТ | Заявлен для участия только в тренировках                           |
| НС | Участвовал в квалификации, но не стартовал в гонке                 |
| Т | Травмирован или болен                                              |
| ОТК | Отказ от участия                                                   |
| НТР | Прибыл на соревнования, но на трассу не выезжал                    |
| НПР | Был заявлен в числе участников, но не прибыл к началу соревнований |
| О | Соревнования отменены                                              |
| | Не участвовал                                                      |
| Поул-позиция |                                                                    |
| Быстрый круг |                                                                    |

| Сезон | Команда                   | Шасси             | Двигатель             | Ш | 1        | 2     | 3      | 4        | 5        | 6        | 7        | 8        | 9      | Место | Очки |
| ----- | ------------------------- | ----------------- | --------------------- | - | -------- | ----- | ------ | -------- | -------- | -------- | -------- | -------- | ------ | ----- | ---- |
| 1950  | Enrico Platé              | Maserati 4CLT/48  | Maserati 4CLT 1,5 L6S | P | ВЕЛ Сход | МОН 5 | 500    | ШВА 4    | БЕЛ      | ФРА      | ИТА Сход |          |        | 8     | 5    |
| 1951  | Частная заявка            | Maserati 4CLT/48  | OSCA T4500 4,5 V12    | P | ШВА      | 500   | БЕЛ    | ФРА      | ВЕЛ      | ГЕР      | ИТА      | ИСП Сход |        | —     | 0    |
| 1952  | Equipe Gordini            | Simca-Gordini T15 | Gordini 1,5 L4        | Е | ШВА Сход | 500   | БЕЛ 10 |          |          |          |          |          |        | —     | 0    |
| 1952  | Equipe Gordini            | Gordini T16       | Gordini 2,0 L6        | Е |          |       |        | ФРА Сход | ВЕЛ 11   | ГЕР      | НИД      | ИТА      |        | —     | 0    |
| 1953  | Connaught Engineering     | Connaught A       | Lea-Francis 2,0 L4    | D | АРГ      | 500   | НИД    | БЕЛ      | ФРА Сход | ВЕЛ 7    | ГЕР Сход | ШВА      |        | —     | 0    |
| 1953  | Scuderia Milano           | Maserati A6GCM    | Maserati A6 2,5 L6    | P |          |       |        |          |          |          |          |          | ИТА 11 | —     | 0    |
| 1954  | Officine Alfieri Maserati | Maserati A6GCM    | Maserati 250F 2,5 L6  | P | АРГ 7    | 500   |        |          |          |          |          |          |        | 17    | 3    |
| 1954  | Prince Bira               | Maserati 250F     | Maserati 250F 2,5 L6  | P |          |       | БЕЛ 6  | ФРА 4    | ВЕЛ Сход | ГЕР Сход | ШВА      | ИТА      | ИСП 9  | 17    | 3    |